# حجر إنكرمان

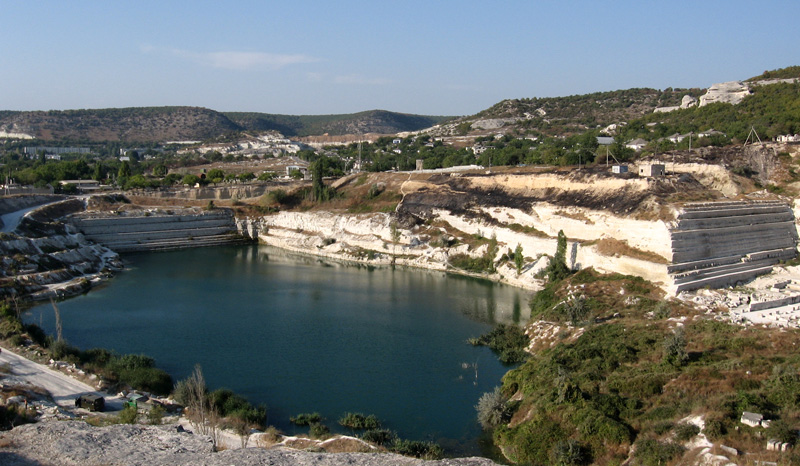
المحجر المغمور لاستخراج حجر إنكرمان

حجر إنكرمان هو حجر جيري سمي على اسم مقلع يقع بالقرب من إنكرمان، والذي تُصنع منه أحجار إنر ريدج سهلة المعالجة. وقد استخدم حجر إنكرمان على نطاق واسع في البناء منذ العصور القديمة وتم تصديره إلى روما القديمة. من حيث خصائصه الإنشائية والمعمارية، فإن حجر إنكرمان متين وناعم ومتجانس وله خصائص العزل الحراري. إنه متين ويحتفظ بالحافة جيدًا في المنتجات المحفورة. بفضل خصائص حجر إنكرمان، تم بناء العديد من المباني والكنائس في شبه جزيرة القرم وفي الشريط الممتد من سيفاستوبول إلى منطقة نهري ألما وبودراك.
تم بناء العديد من المباني والكنائس في سيفاستوبول من حجر إنكرمان، مثل كاتدرائية القديس فلاديمير، كما تم استخدامه في الإسكندرية ومرسيليا.